# Dino Tamagni
Pour les articles homonymes, voir Vincenzo Tamagni.
Dino Tamagni, né le 2 mars 1968 à Schaffhouse (originaire de Bellinzone), est une personnalité politique schaffhousoise, membre de l'Union démocratique du centre (UDC). Il est conseiller d'État du canton de Schaffhouse depuis 2021. 

## Biographie
Dino Tamagni naît le 2 mars 1968 à Schaffhouse. Il est originaire de Bellinzone, au Tessin. 
Après une formation d'employé de commerce et une maturité professionnelle obtenue en 1987, il travaille jusqu'en 1989 pour la Société de banque suisse. Il fonde et dirige ensuite, jusqu'en 2020, l'entreprise de livraison de boissons Tamagni Getränke, dont le siège est à Neuhausen am Rheinfall,. Il obtient en parallèle en 2008, après quatre ans d'études, un diplôme d'économiste d'entreprise de la Haute école d'économie de Zurich (de),. Il est également membre de la direction de la brasserie Falken de 2015 à 2020. 
Il habite à Neuhausen am Rheinfall.
Il est marié à Cinzia Tamagni et père de deux enfants.

## Parcours politique
Il est membre de l'UDC et fait partie du comité cantonal du parti depuis 2008. 
Il est membre du parlement communal (Einwohnerrat) de Neuhausen am Rheinfall à partir de 1994, puis à partir de 2001 jusqu'en 2020 de l'exécutif (Gemeinderat) de ladite commune. 
Il siège parallèlement, de 1999 à 2005 puis de 2008 à 2016 au Conseil cantonal de Schaffhouse (législatif).  Il y est notamment membre de la commission de gestion à partir de 2012 et la préside en 2013-2014.
Le 30 août 2020, il est élu conseiller d'État du canton de Schaffhouse. Arrivé en quatrième position des candidats, devant le deuxième candidat du PS Patrick Strasser et loin devant le conseiller d'État sortant non réélu du PLR Christian Amsler,, il parvient à conserver le deuxième siège de l'UDC au gouvernement occupé jusque-là par Ernst Landolt,. Il prend ses fonctions le 1er janvier 2021 et dirige le département de l'économie.

## Positionnement politique
Selon la radio et télévision suisse alémanique SRF, il suit fidèlement la ligne de son parti sans faire partie de l'aile dure de l'UDC. Au parlement cantonal, il avait la réputation de chercher des compromis.